# Batman: The Long Halloween
A Batman: Hosszú Halloween egy 1996–1997-es, a DC Comics által kiadott képregénytörténet, melynek írója Jeph Loeb, rajzolója pedig Tim Sale. Magyarul 2017-ben jelent meg az Eaglemoss kiadó DC Comics Nagy Képregénygyűjtemény 17. 18. köteteként
A történet Batman bűnüldözői karrierjének kezdeti időszakában játszódik. Gotham városát a Holiday nevű sorozatgyilkos tarja rettegésben, aki minden hónapban, ünnepnapok alkalmával gyilkol. Batman a kerületi ügyvéddel, Harvey Denttel és James Gordon rendőrhadnaggyal próbál a gyilkos nyomára bukkanni, miközben versenyt fut az idővel. A The Long Halloween története szintén kötődik azokhoz az eseményekhez is, mely folytán Harvey Dentből Batman halásos ellensége, Kétarc vált.